# Enigmatika
Enigmatika (zagonetaštvo) je vještina sastavljanja i rješavanja zagonetaka (enigmi).
Naziv je nastao od grčke imenice αἴνιγμα, zagonetka.
Koristi se već dugo i naziv zagonetaštvo (kojega nema u poznatijim rječnicima hrvatskoga jezika), dok Bratoljub Klaić u svom Rječniku stranih riječi, uz odrednicu enigmatika, navodi i naziv zagonetarstvo, koji se u suvremenoj enigmatici ne rabi.
Podjela koja se obično navodi u zagonetačkoj literaturi:
- mrežaste zagonetke su zasnovane na križanju riječi i pojmova (klasične križaljke, skandinavke, talijanke, magični kvadrati, klinovi, piramide, vretena, ispunjaljke, osmosmjerke, kriptogramne križaljke...),
- zagonetke s premetanjem slova (igre riječi) (premetaljke, indirekti, šarade čitaljke, palindromi, čahure, logogrifi), pojedini tipovi ovih zagonetaka mogu biti i u stihu,
- rebusi, koji mogu biti slikovni, slovni i kombinacije slika i slova,
- likovne zagonetke, čije se odgonetke kriju u crtež u,
- matematičke zagonetke, zasnovane na matematičkoj logici i zakonitostima,
- kriptogrami, zagonetke koje u sebi sadrže ključ za dolazak do rješenja,
- šahovske zagonetke, zasnovane na pravilima šaha,
- logičke zagonetke (sudoku, integram i slično), čija je pojava novijeg datuma i ne ubrajaju se u klasičnu enigmatiku.

## Vanjske poveznice
- Enigmatika i križajke - Enigmoteka  Arhivirana inačica izvorne stranice od 11. prosinca 2011. (Wayback Machine)
- Mrežne stranice VAZAK-a - Varaždinskog zagonetačkog kluba